# Penelope Spheeris
 (mars 2024).
Penelope Spheeris, née le 2 décembre 1946 à La Nouvelle-Orléans,,, est une réalisatrice, scénariste, actrice, productrice, directrice de la photographie et monteuse de films américaine. Parmi ses œuvres les plus connues, on retrouve la trilogie documentaire The Decline of Western Civilization, sur la culture underground de Los Angeles, et le film Wayne's World.

## Jeunesse
Spheeris est née à La Nouvelle Orléans, en Louisiane. Son père, un immigrant d'origine grecque, est propriétaire du cirque Magic Empire Shows et un strongman. Sa mère, d'ascendance irlandaise, est originaire du Kansas. Elle rencontre le père de Spheeris lorsqu'elle est embauchée comme caissière dans son cirque. Ils commencent leur relation alors qu'elle a 19 ans et lui 40,.
Penelope Spheeris a deux frères et une sœur, et un certain nombre de demi-frères et demi-sœurs plus âgées, issus du premier mariage de son père. Elle est la sœur du chanteur Jimmie Spheeris (en), la cousine du musicien Chris Spheeris et la cousine du réalisateur franco-grec Costa Gavras. Ce lien de parenté lui fera considérer une composante génétique de sa vocation. Elle décrit à l'auteur Paul Stenning :
« Je pense que chacun d'entre nous est né avec certaines caractéristiques héritées génétiquement, certaines bonnes, d'autres moins bonnes. Ma mère était extrêmement bienveillante, mon père un peu plus barbare. Mon père était terriblement ambitieux, ma mère pas du tout. Les traits de caractères les plus significatifs que j'ai pris de mes parents sont un grand instinct de survie et une tenacité à toute épreuve ».
« I believe each of us is born with certain characteristics that we genetically inherit, some of which are good, some not so good. My mother was extremely compassionate, my father more of a barbarian. My father was passionately ambitious, where my mother was not. The most significant traits I learned from my parents were a strong sense of survival and unfaltering tenacity. »
Spheeris passe les sept premières années de sa vie à voyager dans le Sud des États-Unis et dans le Midwest avec le cirque de son père. Ce dernier est assassiné à Troy, en Alabama, à la suite d'une altercation raciste. Dans une interview de 2015, Spheeris déclare que son père était venu en aide à une personne afro-américaine qui s'était fait frapper à l'arrière de la tête avec une canne par un homme blanc l'accusant de lui être passé devant dans une queue. L'agresseur était par la suite revenu et avait poignardé son père. Dans la même interview, Spheeris déclare que le meurtrier de son père n'a jamais fait de prison, et que sa seule justification de ce meurtre était que Mr. Spheeris « avait défendu un noir ».
À la mort de leur père, Spheeris et sa famille déménagent en Californie, et vivent dans des trailer parks où se succèdent plusieurs beaux-pères. Elle étudie dans le comté d'Orange, au Westminster High School. Après le lycée, Spheeris fait ses études à l'université d'État de Californie à Long Beach, avec une majeur en Art. Influencée par les enseignements de George Falcon, un scientifique du comportement qu'elle admire, elle décide d'étudier la psychobiologie à l'université de Californie, Irvine, au sud-est de Los Angeles.
Elle travaille en tant que serveuse à Denny's et IHOP, ce qui lui permet de financer ses études en école de cinéma. Elle est diplômée du Master of Fine Arts en art dramatique de l'UCLA.

## Carrière
Spheeris lance sa carrière en écrivant des saynètes pour le comédien Albert Brooks, dont de nombreuses sont reprises dans la première saison de la série Saturday Night Live. Son premier film est The Decline of Western Civilization (1981), un documentaire punk rock qu'elle produit et réalise. Elle donne suite à ce documentaire avec Suburbia en 1983, produit par Roger Corman, et The Decline of Western Civilization Part II: The Metal Years, qui parle de la scène heavy metal de Los Angeles en 1988, avec des scènes et interviews de bandes légendaires comme KISS, Ozzy Osbourne, Aerosmith, Megadeth, et Motörhead. Elle revient à la scène punk rock de Los Angeles en 1998 avec le documentaire The Decline of Western Civilization Part III. On lui propose la réalisation du film Spinal Tap, qu'elle refuse.

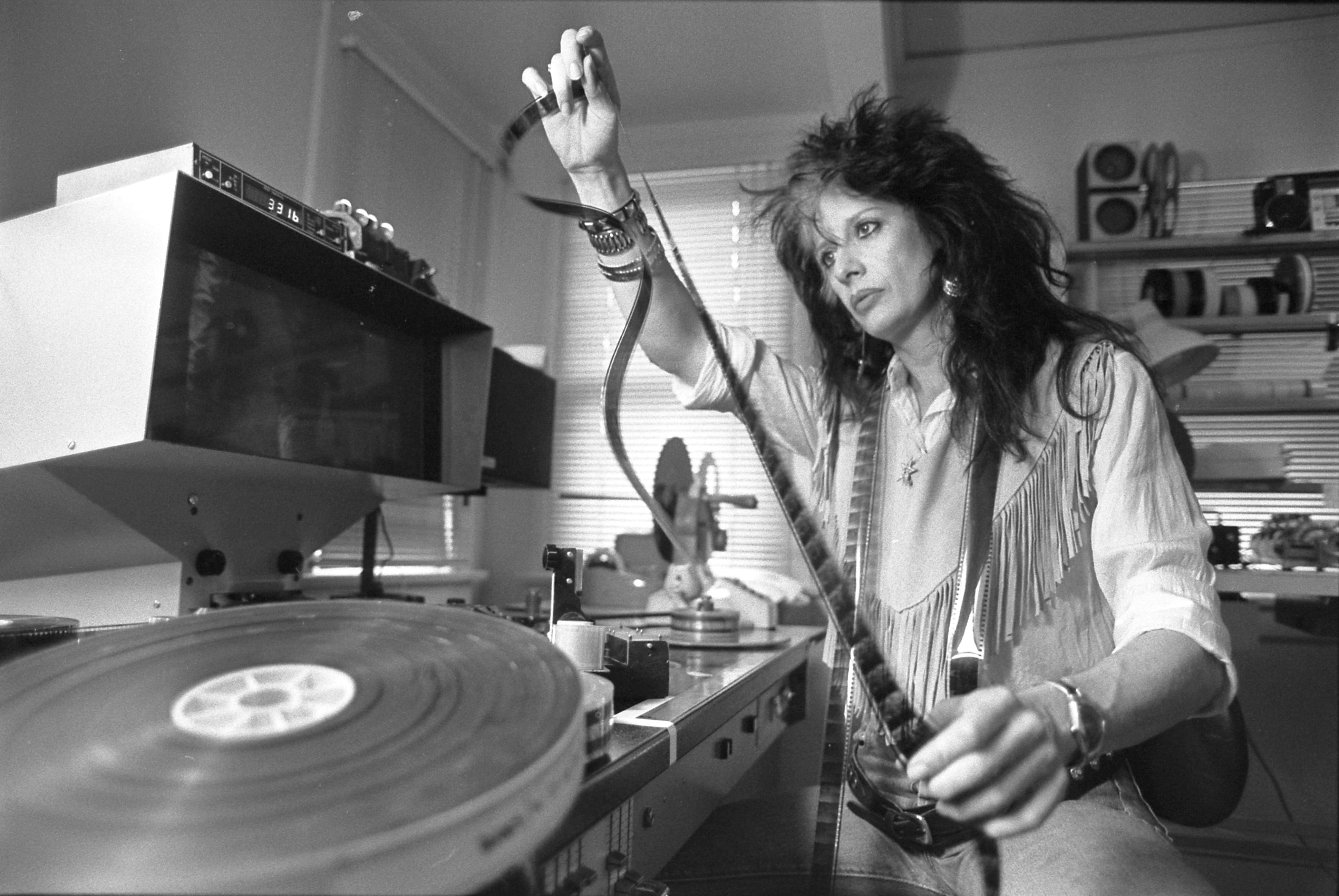
Spheeris montant son film Dudes, 1986

En supplément, elle travaille en tant que scénariste pour la série télévisée Roseanne (1988-1997). Dans les années 1990, elle réalise Wayne's World, une comédie basée sur les sketchs de Mike Myers dans le Saturday Night Live. Le film rapporte près de 183 millions de dollars et devient un succès commercial et populaire. La scène chantée de Wayne's World sur fond du Bohemian Rhapsody de Queen lui vaut une nomination aux Grammy Awards. Bien que le trouvant « profondément talentueux », Spheeris avoue avoir eu des problèmes avec Mike Myers sur le tournage du film. Dans un article de Entertainment Weekly, elle déclare penser que Myers a dissuadé Paramount Pictures de l'engager pour réaliser Wayne's World 2.
En 1996, elle dirige le documentaire We Sold Our Souls for Rock 'n Roll, qui traite du Ozzfest et de la vie en tournée. Le documentaire est produit par Sharon Osbourne.
Parmi ses autres films, on compte Les Allumés de Beverly Hills (1993), Les Chenapans (qu'elle co-scénarise en 1994), la comédie Black Sheep (1996) avec Chris Farley et David Spade, Supersens (1998) avec Marlon Wayans et David Spade et The Kid & I avec Tom Arnold. En 2006, elle dit vouloir préparer un film sur Janis Joplin, Gospel According to Janis.
En 2013, elle est invitée d'honneur du Portland Oregon Women's Film Festival.
Une partie des films de Penelope Spheeris sont conservés à l'Academy Film Archive. On y retrouve le court-métrage Bath (1969), Hats Off To Hollywood (1972), et Shit (1969).

### À la radio et en podcast
Spheeris apparaît dans l'émission WTF with Marc Maron le 29 juin 2015.
Elle participe au podcast de Ken Reid TV Guidance Counselor le 28 octobre 2016.
En décembre 2021, elle apparaît dans le quatorzième épisode de The Ghost of Hollywood, où elle discute de sa carrière dans le cinéma, et en particulier de son travail sur le film Suburbia,.
Elle donne une interview avec le journaliste Barney Hoskyns sur le site de Rock's Backpages.

## Vie privée
Penelope Spheeris a une fille, la réalisatrice Anna Spheeris Fox, née en 1969.
Depuis le 9 septembre 1998, Penelope Spheeris est en couple avec un homme connu sous le nom de Sin, qu'elle a rencontré sur le tournage du documentaire The Decline of Western Civilization Part III. Dans une interview de 2015, Penelope révèle que Sin est interné dans une instituion en Floride, après qu'il a arrêté de prendre ses médicaments (il souffre de schizophrénie et de troubles bipolaires) et se soit retrouvé en prison. Elle le décrit comme étant l'amour de sa vie.

## Récompenses
Son travail obtient la reconnaissance lors de divers festivals de cinéma :
- 1983 : Festival international du film de Chicago : Silver Hugo for Best First Feature Film (Suburbia) (Lauréate)
- 1992 : Grammy Award du meilleur film musical : Long Form ("Bohemian Rhapsody (Wayne's World Version)") (Nommée)
- 1993 : The Stinkers Bad Movie award for Worst Resurrection of a Television Show (The Beverly Hillbillies) (Lauréate)
- 1998 : Chicago Underground Film Festival : Jury award for Best Documentary (The Decline of Western Civilization Part III) (Lauréate)
- 1998 : Sundance Film Festival : Grand Jury award for Documentary (The Decline of Western Civilization Part III) (Nommée)
- 1998 : Sundance Film Festival : Freedom of Expression award (The Decline of Western Civilization Part III) (Lauréate)
- 2001 : Deep Ellum Film Festival : Pioneer Filmmaker award (Lauréate)
- 2001 : Los Angeles Silver Lake Film Festival : Spirit of Silver Lake award (Lauréate)
- 2001 : Melbourne International Film Festival : Most Popular Documentary (We Sold Our Souls for Rock 'n Roll) (Lauréate)
- 2003 : Temecula Valley International Film Festival : Lifetime Achievement award (Lauréate)
- 2005 : LA Femme International Film Festival : Maverick award (Lauréate)
- 2009 : Los Angeles Greek Film Festival : Honorary award (Lauréate)
- 2012 : Directors Guild for Outstanding Directorial Achievement in Movies for Television/Miniseries (Five) (Nommée)

## Filmographie

### En tant que réalisatrice
- 1968 : Uncle Tom's Fairy Tales
- 1972 : I Don't Know
- 1981 : The Decline of Western Civilization
- 1984 : Suburbia
- 1985 : De sang-froid (The Boys Next Door)
- 1986 : Hollywood Vice Squad
- 1987 : Dudes
- 1988 : The Decline of Western Civilization Part II: The Metal Years
- 1990 : Thunder and Mud
- 1991 : UFO Abductions (TV)
- 1991 : Prison Stories: Women on the Inside (TV)
- 1992 : Wayne's World
- 1993 : Danger Theatre (série TV)
- 1993 : Les Allumés de Beverly Hills (The Beverly Hillbillies)
- 1994 : Les Chenapans (The Little Rascals)
- 1996 : Black Sheep
- 1998 : The Decline of Western Civilization Part III
- 1998 : The Thing in Bob's Garage
- 1998 : Applewood 911 (TV)
- 1998 : Supersens (Senseless)
- 1999 : Hollywierd
- 2000 : Dear Doughboy (TV)
- 2001 : Posers
- 2001 : We Sold Our Souls for Rock 'n Roll
- 2003 : The Crooked E: The Unshredded Truth About Enron (TV)
- 2005 : The Kid & I
- 2011 : Un combat, cinq destins (Five) d'Alicia Keys, Jennifer Aniston, Patty Jenkins, Demi Moore, Penelope Spheeris, composé de 5 courts-métrages (TV)
- 2012 : Le Père Noël est tombé sur la tête (The Real St. Nick) (TV)

### En tant que scénariste
- 1981 : The Decline of Western Civilization
- 1984 : Suburbia
- 1987 : Revolution Class (Summer Camp Nightmare)
- 1994 : Les Chenapans (The Little Rascals)

### En tant qu'actrice
- 1969 : Les Anges nus (Naked Angels)
- 1971 : The Ski Bum : Star the Witch
- 1974 : The Second Coming of Suzanne : Margo, Logan's Film Group
- 1990 : Wedding Band : Nicky's Mom
- 1992 : Wayne's World : Cameo appearance
- 2005 : The Kid & I : Penelope Spheeris

### En tant que productrice
- 1979 : Real Life
- 1981 : The Decline of Western Civilization
- 1993 : Les Allumés de Beverly Hills (The Beverly Hillbillies)
- 2005 : The Kid & I
- 2005 : Mississippi Rising (TV)

### En tant que directrice de la photographie
- 2001 : We Sold Our Souls for Rock 'n Roll

### En tant que monteuse
- 1968 : Uncle Tom's Fairy Tales